# Postume
Postume ou Marcus Cassianus Latinius Postumus est un légat gaulois qui se fit proclamer empereur en Gaule de l'été 260 à juin 269. Ces dates restent imprécises car la chronologie de cette période est difficile à établir avec certitude.

## Biographie

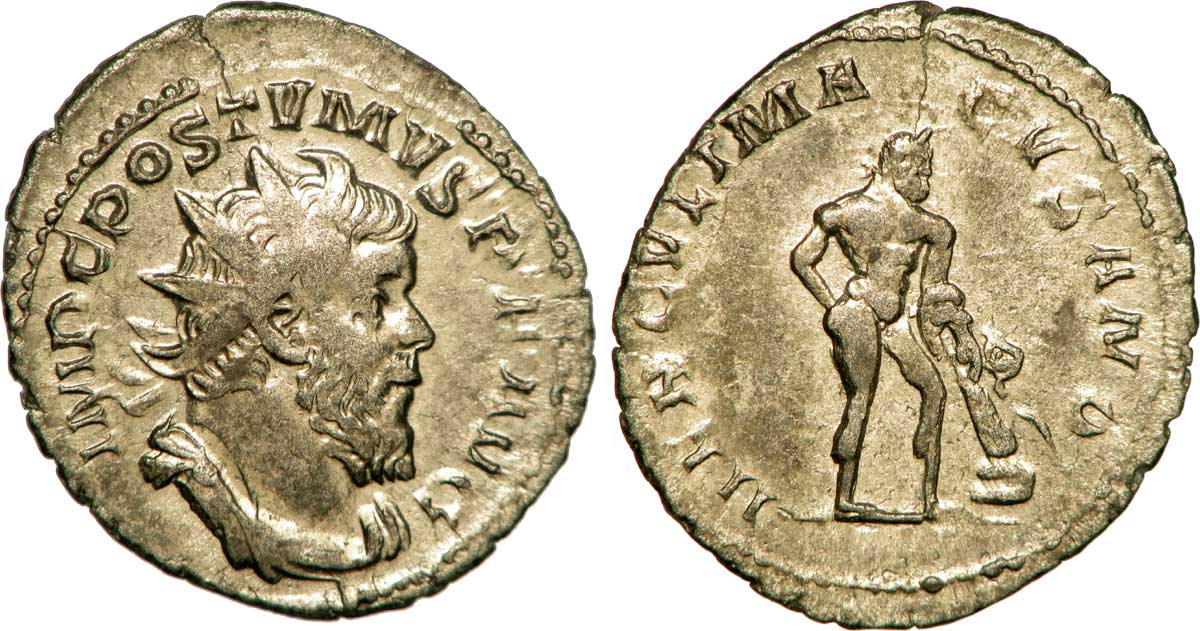
Antoninien à l'effigie de Postume. Date : 261. Description revers : Hercule nu debout à droite, la main droite appuyée sur la hanche, tenant de la main gauche la massue et la léonté enroulée autour ; la massue est posée sur un rocher

D'origine incertaine, Gaulois ou bien Batave, il est sous Valérien et Gallien gouverneur d'une province de Gaule (peut-être la Gaule Belgique, mais ce n'est pas attesté), lorsque le limes rhénan fait l'objet d'une double attaque : les Alamans envahissent la Rhétie, les Francs franchissent le Rhin inférieur. L'empereur Gallien organise la défense, intervenant lui-même en Rhétie et confiant à Postume la contre-attaque sur les Francs. Gallien confie la protection du Rhin supérieur, secteur intermédiaire plus calme, à son jeune fils Salonin qui reçoit le titre de César, et qui est assisté du légat Silvanus.
Postume bat brillamment les Francs, ses troupes enthousiastes sont prêtes à le proclamer empereur. Gallien par précaution nomme son fils Auguste, Postume réagit : il attaque Cologne, ses troupes capturent et exécutent Salonin et Silvanus, sans que sa responsabilité soit démontrée. Il prend le titre d'empereur dans l'été 260.
Contrairement à d'autres usurpateurs, Postume ne marche pas sur Rome pour faire confirmer son titre par le Sénat romain. De son côté, Gallien est trop accaparé par les Alamans, puis par l’usurpation de Régillien en Pannonie. Un accord tacite de non-agression s’établit, à l’avantage de chacun : Gallien est déchargé de la défense du Rhin, Postume contrôle sans compétiteur la Bretagne, l’Espagne et la majeure partie de la Gaule, sauf une partie de la Gaule narbonnaise qui reste fidèle à Gallien.
Postume crée ce que l’on appellera l’empire des Gaules, et établit sa capitale à Cologne. Il est néanmoins excessif de considérer cet empire comme une rébellion indépendantiste celte ou gauloise contre Rome, comme Bouvier-Ajam l’a hasardé. Postume est un Gaulois, mais parfaitement romanisé : ses monnaies sont conformes au monnayage impérial avec des devises en latin, il crée un sénat, nomme des consuls et se comporte comme un parfait imperator.
En 268 (ou 269), la fin de Postume témoigne du degré d’insubordination qui sévit dans les armées de l’Empire. Au début de l’année, Lélien se révolte à Mayence. Postume marche sur Mayence et chasse Lélien. Les soldats veulent se payer en butin en pillant Mayence. Postume refuse de livrer ainsi une cité romaine et une place forte défendant le Rhin. Une sédition massacre Postume. L'Histoire Auguste lui prête un fils, Postume le Jeune, dont l'existence n'est confirmée par aucun autre auteur, ni par des monnaies ou des inscriptions, et qui est considéré comme une des inventions dont l’Histoire Auguste est fertile.

## Monnayage
Postume dispose à son avènement d'un stock monétaire important dans sa province, de deux ateliers monétaires à Trèves et à Cologne et des apports d'argent-métal en provenance d'Espagne, ce qui lui permet au début de son règne une politique monétaire plus saine que celle de Gallien. Il émet des très beaux aurei, et jusqu'en 268 des antoniniens plus lourds et de meilleur aloi que ceux de Gallien. Il tente de soutenir la monnaie de bronze en créant un double sesterce, à peine plus lourd que le sesterce normal (22 grammes contre 20 grammes) et reconnaissable à la couronne radiée qu'il arbore en lieu et place des lauriers impériaux traditionnel. Cette expérience est un échec et s'arrête en 262. Rapidement, les dépenses militaires en expansion continuelle et l'inflation galopante qui touche tout l'Empire provoquent la multiplication en Gaule d'ateliers monétaires « secondaires », qui fabriquent de la fausse monnaie. Les antoniniens et les bronzes imités, de médiocre qualité de fabrication et de mauvais aloi, furent émis en très grand nombre, accélérant la tendance inflationiste.

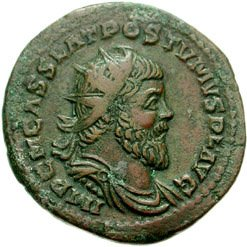
Double sesterce de Postume, vers 261
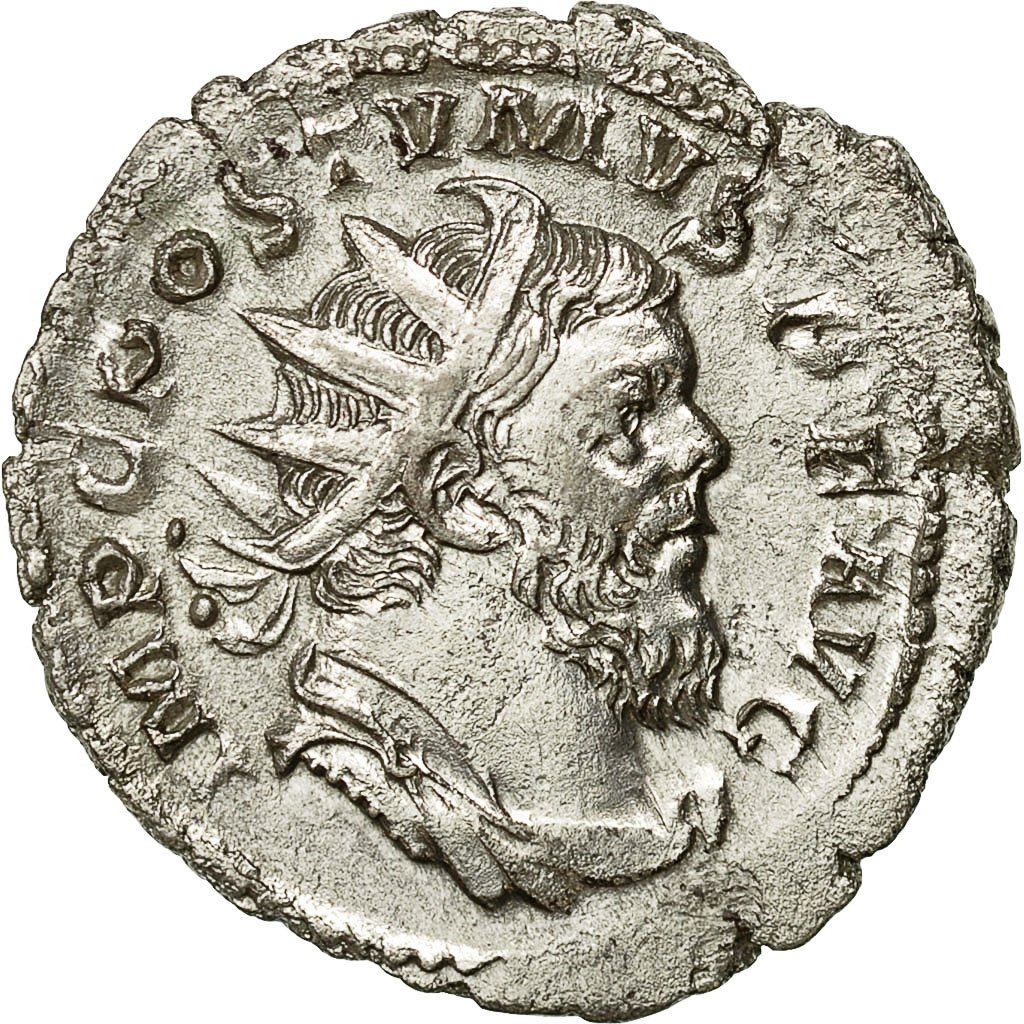
Antoninien de Postume
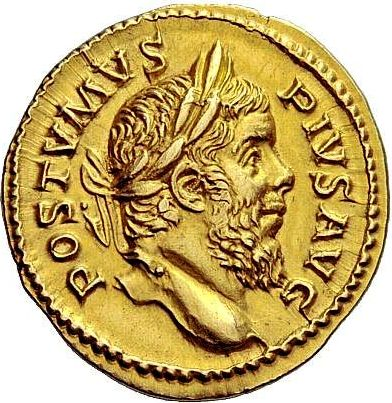
Aureus de Postume, vers 263
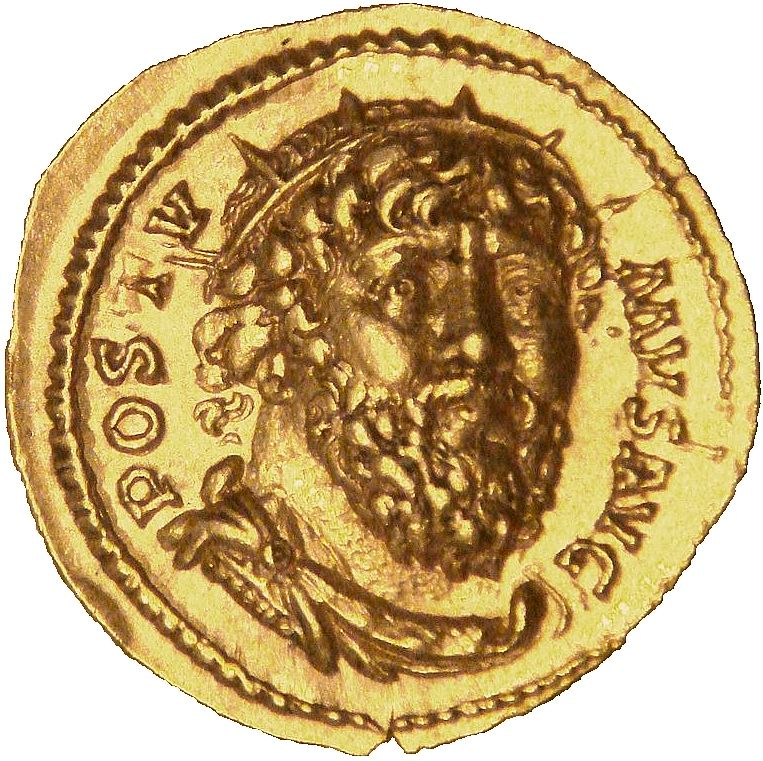
Aureus de Postume, rare représentation de face, vers 268

Les thèmes figurés sur les revers monétaires sont ceux d'une époque de guerre, avec des Victoires ou le retour à la Félicité. Postume a aussi émis des monnaies dédiées à l'Hercule de Deusone, ce qui prouverait l'existence d'un temple ou d'un culte localisé. En revanche, en déduire que Postume soit né à Diessen, identifiée à Deusone n'est qu'un détail imaginaire du roman historique « In het licht van Omega » de Guus van Hemert ».

## Borne milliaire
On peut voir au musée de Dieulouard (Meurthe-et-Moselle) une borne milliaire trouvée sur le site de l'ancienne cité gallo-romaine de Scarpone (ou Scarponne, à mi-chemin entre Metz et Nancy) portant le nom de Postumus et datant de l'époque où celui-ci était empereur des Gaules.